# Ударний загін (фільм)
Ударний загін (англ. Shocktroop) — американський бойовик 1988 року.

## Сюжет
Капітан спецпідрозділу «Дельта» Френк Вайт зі своїми людьми виконує смертельне завдання в тилу ворога. Він повинен знайти і знищити далекий радянський аеродром, де випробовують вертоліт, керований надтаємним комп'ютером, викраденим з американської дослідницької лабораторії. Вертоліт передбачається використовувати для здобуття перемоги в Афганістані.

## У ролях
- Денні Айелло — Джон Каннінгем
- Лайл Альзадо — генерал Орлорф
- Джон Крістіан Інгвордсен — Френк Вайт
- Джон Рано — Ахмед
- Джо Амброзе — генерал Паркер
- Джефф Бартон — кегебіст
- Том Біллет — найманець
- Енджел Кабан — грузин
- Гордон Кронс — Муса
- Астрід Де Річмонт — Маргарита
- Ернест Дорсетт — сержант Інамов
- Стівен Каман — полковник Котчев
- Чарльз Кей-Х'юн — Кевін Макдонах'ю
- Боріс Лі Крутоног — Міша